# Mała Wieś (Rawa)
Pour les articles homonymes, voir Mała Wieś.
Mała Wieś est une localité polonaise de la gmina de Cielądz, située dans le powiat de Rawa Mazowiecka en voïvodie de Łódź.